# Las Morras
Las Morras es una colectiva integrada actualmente por tres mujeres mexicanas Marisol Armenta (Cd. Méx.), Mireya González (Jalapa), y Melissa Amezcua (Sinaloa); cuyas edades oscilan entre los 27 y 29 años. Trabajan en empleos vinculados al periodismo y fue en un periódico donde se conocieron. El objetivo del proyecto es hablar de temas que les interesan a las mujeres jóvenes pero que es mal visto hablar de ellos en público, como lo son la violencia de género,feminismo, el acoso laboral y en la redes sociales, las drogas, el aborto, entre otros.
Lo que busca la colectiva es documentar la vida de las mujeres de una forma realista, pues al trabajar en medios de comunicación se dieron cuenta de que la imagen que reflejaban de las mujeres dichos medios correspondía a estereotipos y era lejana a la realidad.
En un inicio también estaba Sunny Galeana (Acapulco) pero por cuestiones personales decidió dejar la colectiva. 
El 6 de mayo del 2016 subieron el video “Las morras enfrentan a sus acosadores” a su canal de YouTube, el video se viralizó debido a su efectiva manera de visibilizar y denunciar el acoso que sufren las mujeres en la Ciudad de México. El video ha alcanzado más de 1,3 millones de visitas.

## Formación
La colectiva se formó en marzo de 2016, pero la idea surgió desde 2015, sus integrantes tenían la idea de hacer algo juntas. Melissa conoció a Mireya (ambas eran coeditoras de la sección de cultura del periódico maspormas) ahí conocen a Marisol y a Sunny. En abril deciden formar la colectiva, y hacer la agenda de los videos que subirían. En los meses de marzo y abril se dedicaron a grabar el video del acoso. Al ser su primera experiencia se tardaron mucho en grabarlo.
En una entrevista Marisol Armenta comentó al respecto "Cuando se visten por la mañana, los hombres no dicen que no van a llevar una prenda en particular, ya que podría ser acosados,"
Morras se asume como una colectiva feminista y que está desaprendiendo el machismo.
La colectiva surgió con la intención de difundir material audiovisual de temas que fueran de su interés, tal y como lo comentan sus integrantes:
“Cuando decidimos hacer el proyecto intentábamos perfilar 'qué éramos'; nos cuestionamos si éramos un colectivo, un canal de videos o qué. Decidimos que somos unas morras de la Ciudad de México más, que se reunieron a hacer videos sobre los temas que les interesan, afligen, indignan o emocionan. Además, cuando googleamos la palabra 'morras' sólo encontramos resultados negativos y eso nos hizo prendernos más por el nombre”, explicaron.
Nicolás Tavira, es reportero gráfico y se ha encargado del registro fotográfico de las actividades del colectivo.

## Videos
- Las morras enfrentan a sus acosadores[3]  (mayo de 2016)

Se inspiró en el video “10 horas de acoso callejero en Nueva York" en el que una mujer vestida de negro camina por las calles de Nueva York, con una cámara oculta que graba como es acosada, dicho video fue apoyado por la organización Hollaback.
Las integrantes de la colectiva vestidas de negro salieron a recorrer las calles de la Ciudad de México (Zona Rosa, Centro y Condesa), con una cámara oculta grabaron el acoso callejero que sufrieron mientras caminaban. El objetivo era visibilizar el acoso que sufren las mujeres en la Ciudad de México. Y contrario, a lo que la sociedad suele “aconsejar” en dichos casos las morras en más de una ocasión encararon a sus acosadores y les preguntaron “¿Tienes algo que decirme?” y ante la negativa, el silencio o la insistencia en la pregunta, ellas les piden que se ahorren sus comentarios pues no las conocen.
El mensaje que quieren dar con el video, según comenta una de las integrantes es el siguiente:
“Esperamos dar este mensaje a las mujeres de que los espacios públicos son nuestros. Quizás enfrentar a los acosadores no sea la respuesta, pero es un buen ejercicio para arrancarles el poder y recuperarlo un poco nosotras”.
- Las Morras comparten sus historias de violencia de género[13] (agosto, 2016) 4:48

El video está basado en historias reales y cuenta tres historias de violencia de género. Mario Anieva es el autor de las ilustraciones que aparecen en el video.
- Las Morras prueban la app antiacoso "Vive Segura"[14] (agosto, 2016) 11:49

En este video las integrantes de la colectiva prueban la aplicación lanzada por el gobierno de la Ciudad de México como respuesta a las manifestaciones realizadas el 24A.
- Las Morras no queremos vivir con miedo[15] (octubre de 2016) 2:43

Este video fue inspirado por el feminicidio de Karen Rebeca Esquivel Espinosa de los Monteros en Naucalpan (quien estudiaba en las mañanas y por las tardes trabajaba en un gimnasio). Y también por lo ocurrido en la colonia Narvarte, y cómo los medios de comunicación invisibilizaron a las cuatro mujeres que fueron asesinadas por el hecho de ser mujeres. En el video se les pregunta a varias mujeres a qué tienen miedo, y se muestran sus respuestas.
- Las Morras Trans están cansadas de vivir con miedo[19] (noviembre de 2016) 1:42

Se repite la estrategia del video anterior, pero ahora se les preguntas a algunas mujeres de la comunidad trans a qué tienen miedo. El video surgió a raíz de Paola, una mujer transexual que fue asesinada en puente de Alvarado el 30 de septiembre de 2016.
- Las Morras nos cuentan sus historias de acoso[21] (marzo de 2017) 2:04

En el video varias mujeres cuentan cuál ha sido el último o peor acoso que han sufrido.

### Reacciones
Debido al impacto que el video Las morras enfrentan a sus acosadores  ocasionó, las integrantes de la colectiva denunciaron haber recibido amenazas e insultos, por ello en lo sucesivo prefirieron no dar su nombre. El video provocó molestia y reacciones violentas, en palabras de una de las integrantes: “Destapamos una alcantarilla de lo peor que hay en México. La homofobia, el clasismo… Nos llaman negras, gordas, sirvientas, y son homofóbicos, misóginos y sexistas, todo lo destapamos”.
En entrevista con chilango mencionaron que si bien han recibido comentarios positivos de personas que admiran como “Las hijas de la violencia” y de Malena Pichot, la mayoría de los comentarios son negativos. ¿Por qué? “Es más profundo que el machismo. Las ofensas que recibimos son clasistas y homofóbicas. Todo lo que evidencia el machismo desata odio porque, creo, tambalea un poco el lugar de privilegio del hombre y su reacción es burlarse y desacreditarnos. No sólo los hombres, sino las mujeres también”
Aunque en algunos medios se difundió la versión de que ante el acoso cibernético que sufrieron las integrantes de la colectiva habían acudido a denunciar no fue así.  Lo harían después y sería la CONAVIM quien las apoyaría una vez el 25 de octubre de 2016, después, aunque volvieron a solicitarlo no contaron con su apoyo. Ahora reciben ataques una vez a la semana por FB, por inbox. Son burlas, mensajes tipo póngase a lavar trastes.
Una de las integrantes declaró a animal político: “Entre todas las preocupaciones que tenemos en común, una de ellas es el acoso que sufrimos diariamente en las calles. Nos sentimos inseguras en todos lados, incluso antes de salir de nuestra casa, pues ya estamos pensando en las agresiones que recibiremos. Nos unimos para reclamar nuestro derecho a los espacios públicos”.

## Actividades alternas

### Las playeras
Mireya se hizo una playera con pezones normales, y a partir de eso las integrantes pensaron sacar playeras que replicaran ese diseño. Por lo que tienen a las venta tres playeras (dos con diseño de pezones y otra que dice feminista). Y aunque en un inicio no imaginaron toda la polémica que las playeras iban a desatar, después la intención fue darle a la ropa una manera de expresarse, de empoderarse y denunciar. Declaración con símbolos que nos pertenecen. Si bien uno de los reclamos fue que habían usado sin permiso el diseño de Mancandy, es importante destacar que el diseño original es de Vivienne Westwood, pero que las integrantes se inspiraron en imágenes de Instagram para hacer su propio diseño y materializarlo en las playeras. 
Es importante destacar que la colectiva trabaja con recursos propios, por ello la importancia de la venta de playeras como un medio para recabar recursos y poder adquirir material y equipo para el proyecto.

### Acopio de ropa
Otra actividad que realizó la colectiva a finales del 2016 y principios del 2017, fue el acopio de ropa de mujer para repartirla a mujeres en situación de calle, esto debido a que en la Ciudad de México los primeros días del año suelen ser de bajas temperaturas. El centro de acopio fue Punto gozadera, un lugar que se caracteriza por ser solidario con las causas feministas.

## Participaciones

### Conferencias
- Las morras.[9] Centro Multimodal del Campus La Concepción, Universidad La Salle Pachuca, 8 de noviembre de 2016.

### Festivales
- 100 Mujeres (noviembre de 2016)[25]

- Próximamente ON Antes festival de cine consciente Organizado por México, San Miguel (agosto de 2017)

### Foros
- "Vocalizando el odio viral hacia las mujeres"[26] (Universidad del Claustro de Sor Juana, noviembre de 2016)

- Queremos que #Vivan las mujeres[27] (noviembre de 2016)

### Exposiciones
- Proyecto expositivo (Museo de la Mujer Costa Rica) (marzo de 2017)

PRÁCTICAS VIDEOGRÁFICAS: MIRADAS CONTRA LAS VIOLENCIAS. Exposición virtual en la que se exponen dos videos del colectivo.
- Centro Cultural de España (próximamente)

- Instituto Goethe (próximamente)

### Documentales
- Tercera ola feminismo en el mundo. Urbania Canadá (próximamente)

### Programas de televisión
- Noticiero ForoTv[29]

- Canal 22 (cápsula feminismos de internet)

- France 24